# Спортивний бульвар
Спортивний бульвар (араб. المسار الرياضي) — масштабний лінійний парк, що будується в Ер-Ріяді, Саудівська Аравія, був оголошений королем Салманом 19 березня 2019 року. Це один із найбільших проєктів у світі. Він контролюється та управляється Фондом «Спортивний бульвар», головою якого є наслідний принц Мохаммед ібн Салман ібн Абдул-Азіз Аль Сауд.

## Фон
Проєкт був запущений у 2019 році в рамках «Бачення 2030» Королівства Саудівська Аравія.
Спортивний бульвар був однією з чотирьох ініціатив, започаткованих у 2019 році, разом із Парком короля Салмана, Ер-Ріяд Арт та Зеленим Ер-Ріядом, з орієнтовною вартістю державного фінансування у 23 мільярди доларів.
У 2019 році, коли проєкт було запущено, очікувалося, що він забезпечить робочі місця на виробництві, а потім на постійній основі збільшить кількість робочих місць у сфері послуг. У квітні 2022 року Джейн МакГіверн була призначена генеральним директором Фонду «Спортивний бульвар».
У жовтні 2021 року фонд отримав контракти на першу фазу будівництва проєкту вартістю 661,5 мільйона доларів.

## Розташування та райони
Спортивний бульвар розташований в Ер-Ріяді та простягається на 135 км, з'єднуючи Ваді Ханіфа на заході з Ваді Аль-Сулай на сході через дорогу принца Мохаммеда ібн Салмана, і має 8 різних районів: район Ваді Ханіфа, Мистецький район, район Ваді Алясен, Розважальний район., Атлетичний район, піщаний спортивний парк, екологічний район і район Ваді Аль-Сулай.